# Овчуков, Яков Никифорович
Яков Никифорович Овчуков (6 ноября 1877, Троицк — 11 ноября 1949, Новосибирск) — русский революционер, директор завода «Труд» (1922—1928).

## Биография
Родился в 1877 году в Троицке Пензенской губернии в семье кузнеца.
Трудился кузнецом в Челябинске (1895), Кургане и Омске.
С 1897 года служил в мастерских железнодорожного депо, в 1898 году вступил в кружок революционера Грознова, с которым познакомился ещё в период работы в Челябинске.
Участвовал в деятельности Обской группы РСДРП. В 1905 году — один из организаторов первомайской демонстрации; в октябре этого года был избран в стачечный комитет станции Обь; в ноябре — участник первого общесибирского съезда железнодорожников.
В январе 1906 года арестован, провёл в заключении четыре месяца, после чего трудился в затоне, Красном Яре, был работником предприятия в Петроградской губернии.
В июле 1917 года приехал обратно в Новониколаевск, принимал участие в работе Вокзальной организации РСДРП. С 1918 по 1919 год — соруководитель городского подполья, два раза подвергался аресту.
С разгромом колчаковских войск — работник Вокзального комитета РКП(б), уездный комиссар труда, руководитель коммунального отдела, член президиума губсовнархоза.
В 1922—1928 годах руководил заводом «Труд» (первый советский директор этого предприятия).
Похоронен на Заельцовском кладбище Новосибирска (квартал 38).